# Liste des évêques de San Cristóbal de La Laguna
La liste des évêques de San Cristóbal de La Laguna ou évêques de Tenerife recense les évêques du diocèse de San Cristóbal de La Laguna (ou de Tenerife) qui comprend la province de Santa Cruz de Tenerife dans les îles Canaries (Espagne).

## Évêques
- - Pedro Jose Bencomo Rodríguez (1819-1822), vicaire capitulaire
  - José Hilario Martinón (1822-1824), vicaire capitulaire
  - Pedro José Bencomo Rodríguez (1824-1825), vicaire capitulaire
- Luis Folgueras y Sión (1825-1848), premier évêque, puis archevêque de Grenade
  - Domingo Morales Guedes (1848-1853), vicaire capitulaire
  - Andrés Gutiérrez Dávila (1853-1859), vicaire capitulaire
  - Joaquín Lluch y Garriga (1859-1868), administrateur apostolique, puis évêque de Salamanque
  - Vicente Santamaría y López (1868-1869), vicaire capitulaire puis administrateur apostolique
  - José Maria de Urquinaona y Vidot (1869-1877), administrateur apostolique puis évêque des Canaries
- Ildefonso Infante y Macias, OSB (1877-1882)
  - Silverio Alonso del Castillo (1882), vicaire capitulaire
- Jacinto María Cervera y Cervera (1882-1885)
  - Silverio Alonso del Castillo (1885-1888), vicaire capitulaire
- Ramón Torrijos y Gómez (1888-1894), nommé évêque de Badajoz
- Nicolás Rey y Redondo (1894-1917) 
  - Santiago Beyro Martín (1917-1918), vicaire capitulaire
- Gabriel Llompart y Jaume Santandreu (1918-1922), nommé évêque de Gérone
  - Santiago Beyro Martín (1922-1925), vicaire capitulaire
- Albino González y Menéndez Reigada (1925-1947), nommé évêque de Cordoue
- Domingo Pérez Cáceres (1946-1947), vicaire capitulaire; (1947-1961), évêque 
  - Ricardo Pereira Díaz (1961-1962), vicaire capitulaire
- Luis Franco Cascón, C. Ss.R. (1962-1983)
- Damián Iguacén Borau (1984-1991)
- Felipe Fernández García (1991-2004)
- Bernardo Álvarez Afonso (2005-2024)
  - Antonio Manuel Pérez (2024-2025), administrateur diocésain
- Eloy Alberto Santiago (2025-)